# Neutralitat de carboni

Percentatges nacionals d'emissions de CO₂ el 2015

Neutralitat de carboni, neutralitat del carbó, neutralitat climàtica o petjada de carboni zero és un terme que es refereix a aconseguir emissions de diòxid de carboni netes iguals a zero equilibrant la quantitat de diòxid de carboni alliberat a l'atmosfera amb una quantitat equivalent retirada de l'atmosfera o fixada per plantes, o comprant els suficients crèdits de carboni. El terme «neutralitat de carboni», o neutre en carboni, s'utilitza en el context de processos associats amb l'emissió de diòxid de carboni, com ara transport o producció d'energia amb combustibles fòssils (carbó, petroli o gas natural).
Cal aclarir que en el context de canvi climàtic, energia, atmosfera, etc., quan es diu carboni, en general s'està parlant de diòxid de carboni (CO₂), un compost químic, gasós a temperatura ambient; mentre que en altres contextos (biologia, química orgànica), quan es diu carboni, s'al·ludeix a un element químic, el sisè de la taula periòdica, de símbol C, i amb propietats totalment diferents a les del CO₂.
El concepte de neutralitat de carboni pot ampliar-se per incloure altres gasos amb efecte d'hivernacle (GEH) mesurats en termes de la seva equivalència amb el diòxid de carboni (CO2e) —l'impacte que un GEH té en l'atmosfera expressada en la quantitat equivalent de CO₂. Per exemple, el metà produeix un efecte hivernacle 21 vegades superior al CO₂. Per tant, si unes emissions consten d'una tona de CO₂ i una tona de metà, sumaran 22 tones de diòxid de carboni equivalent (CO₂e).
El terme climàticament neutre (en anglès climate neutral) reflecteix la inclusió d'altres GEH. Encara que el CO₂ és el més abundant, uns altres GEH regulats pel Protocol de Kyoto són el metà (CH₄), òxid de nitrogen (I) (N₂O), hidrofluorocarbonis (HFC), fluorocarburs (PFC) i hexafluorur de sofre (SF₆). Els termes «neutralitat de carboni» i «climàticament neutre» s'utilitzen indistintament en aquest article.
La millor pràctica per a les organitzacions i individus que busquen ser neutres en carboni suposa, primer, reduir o evitar tantes emissions de GEH com sigui possible, de manera que després només necessitin compensar les emissions inevitables. La neutralitat generalment s'obté de dues maneres:
- Utilitzant solament energies renovables, que no produeixen diòxid de carboni (això també es diu economia baixa en carboni, economia descarbonitzada o economia postcarboni).
- Compensació de carboni (carbon offsetting): es paga altri per capturar i emmagatzemar el 100 % del diòxid de carboni emès a l'atmosfera –per exemple reforestació– o es financen projectes que haurien de portar a prevenir futures emissions, o es compren crèdits de carboni, que, en la pràctica, són drets per emetre GEH. N'hi ha un nombre limitat al mercat d'emissions. Si algú els compra, i no emet aquests GEH, la quantitat de GEH emesa es veurà reduïda en aquesta quantia.[3] La pràctica d'aquestes compensacions ha rebut algunes crítiques.[4]

El terme carbon neutrality (neutralitat de carboni) va ser la paraula de l'any 2006 pel New Oxford American Dictionary.

## Procés
La neutralitat de carboni s'obté normalment amb els següents passos. Poden variar depenent de si els donen individus, empreses, organitzacions, ciutats, regions o països.:

### Compromís
En el cas d'individus és probable que la decisió sigui directa, però per a conjunts més complexos, normalment requereix lideratge polític en el nivell més alt i ampli acord popular sobre la validesa de l'esforç.

### Còmput i anàlisi
Quantificar i analitzar les emissions que s'han d'eliminar, i les opcions per fer-ho, és el pas crucial del procés, perquè permet fixar les prioritats per a l'acció –des dels productes que es compren (uns tenen major petjada de carboni que uns altres) fins a la producció d'energia, la seva utilització i el transport– i començar a mesurar el progrés. Això pot aconseguir-se a través d'un inventari de GEH que contesti a preguntes com:
- Quines operacions, activitats, unitats haurien d'incloure's?
- Quines fonts haurien d'incloure's (vegeu la secció Emissions directes i indirectes)?
- Qui és responsable de quines emissions?
- Quins gasos haurien d'incloure's?

Per als individus, les calculadores de carboni poden simplificar la tasca agrupant un inventari de les seves emissions. Típicament mesuren el consum d'electricitat en kWh, la quantitat i tipus de combustible utilitzat per a calefacció i aigua calenta, i quants quilòmetres condueix l'individu en el seu cotxe, vola i munta en altres vehicles. Els individus també poden establir diversos límits en el sistema on es mouen, per. ex. emissions personals de GEH, emissions del seu habitatge, o per quina empresa treballen. A Internet estan disponibles moltes calculadores de carboni, que varien significativament en la seva utilitat i els paràmetres que mesuren. Algunes només tenen en compte els cotxes, avions i energia domèstica. Altres cobreixen també els residus domèstics o l'oci.
En algunes circumstàncies es marca com a objectiu anar més enllà de la neutralitat en carboni (normalment després de cert temps emprat per aconseguir-la) i començar a reduir el diòxid de carboni en l'atmosfera, en lloc d'acontentar-se només amb no augmentar-lo. Perquè encara que alguns individus, empreses o països redueixin les seves emissions, fins i tot molt, la concentració de diòxid de carboni a l'atmosfera continua creixent, i el 2017 ha arribat a les 405 parts per milió (ppm), superant el nivell de les 400 ppm que els científics consideren perillós (perquè pot donar lloc a esdeveniments catastròfics).

### Acció
Per començar a dirigir-se cap a la neutralitat climàtica, les empreses i les administracions locals poden utilitzar un sistema de gestió mediambiental (EMS per les sigles en anglès) o de sostenibilitat establert per l'estàndard internacional ISO 14001 (desenvolupat per l'Organització Internacional de Normalització, ISO per les sigles en anglès). Un altre marc EMS és EMAS, el sistema europeu de gestió i auditoria ecològiques, utilitzat per nombroses companyies de la UE. Moltes autoritats locals apliquen EMS a determinats sectors de la seva administració, o fins i tot certifiquen (és a dir, fan examinar per un auditor independent) amb algun d'aquests estàndards totes les seves operacions.

### Reducció
Un dels arguments més sòlids per reduir les emissions de GEH és que s'estalvia diners. Quan els preus de l'energia emprenen algun dels seus freqüents cicles alcistes (sovint impulsats per una elevació del preu del petroli), resulta més car viatjar, escalfar i il·luminar habitatges i centres de treball, així com mantenir en funcionament una economia moderna. De manera que és de sentit comú i sensat per al clima utilitzar l'energia tan sòbriament com sigui possible.
Exemples d'accions per reduir les emissions de GEH són:
- Limitar el consum energètic i les emissions del transport (utilitzant -en comptes del vehicle privat- bicicletes, transport públic o els propis peus, evitant volar amb avió, emprant vehicles de baix consum), així com d'edificis, equips, animals i processos.
- Obtenir electricitat i altres energies (per exemple, tèrmica, d'una instal·lació solar tèrmica) d'una font d'energia renovable, ja sigui directament per l'usuari final de l'energia (com instal·lant panells fotovoltaics a la teulada de casa), ja seleccionant un subministrador d'energia verda certificat. Un altre mètode proposat és utilitzar combustibles alternatius de baixes emissions, com ara biocombustibles sostenibles, però resulten polèmics[8] perquè poden redundar en un augment net de les emissions, a més d'un increment del preu dels aliments[9] i de la desforestació.[10]

### Compensació
L'ús de compensacions de carboni pretén neutralitzar cert volum d'emissions de GEH finançant projectes -com plantar arbres- que haurien de fer minvar les emissions en un altre lloc. Sota la premissa «primer redueix el que puguis i després compensa la resta», es pot aconseguir la compensació recolzant un projecte de carboni responsable, o comprant compensacions de carboni o crèdits de carboni.
La compensació de carboni és també una eina per a diverses autoritats locals en el món.
El 2015, la Convenció Marc de les Nacions Unides sobre el Canvi Climàtic (CMNUCC), seguint el mandat del comitè executiu del Mecanisme de desenvolupament net, va llançar un lloc web específic (veure-ho a sota, en Enllaços externs) on organitzacions i companyies, però també individus, poden compensar la seva petjada de carboni amb l'objectiu d'implicar a tothom en la promoció de la sostenibilitat.
La compensació es veu de vegades com un assumpte polèmic i parcial (qui parla d'ella pertany a un determinat bàndol). Per exemple, James Hansen descriu la compensació com "indulgències modernes, venudes a una opinió pública cada vegada més conscient de les emissions, per absoldre els seus pecats climàtics". Les indulgències són un mecanisme de l'església catòlica per eximir de les penes temporals que comporten els pecats. El seu abús, molt criticat, va donar lloc, juntament amb altres factors, al cisma protestant.

### Avaluació i repetició
Aquesta fase inclou l'avaluació dels resultats i recopilació d'una llista de millores proposades, amb els resultats documentats i informats, de manera que l'experiència de què funciona (i què no) es comparteix amb els que li poden donar bon ús.
Finalment, amb tot completat, el procés de neutralitat de carboni torna a començar, incorporant aquesta vegada les lliçons apreses. La ciència i la tecnologia avancen, la normativa (per exemple, sobre emissions) es torna més estricta i els estàndards demandats per la població s'eleven. Així que el segon cicle anirà més enllà que el primer, i el procés continuarà, cada fase successiva construint i millorant sobre l'anterior.

## Emissions directes i indirectes
Per ser considerada neutre en carboni, una organització ha de reduir la seva petjada de carboni a zero. Determinar què s'inclou en la petjada de carboni depèn de l'organització i els estàndards que segueix. Generalment, les emissions directes han de ser reduïdes i compensades completament, mentre que les emissions indirectes per l'electricitat adquirida poden ser reduïdes comprant una part d'aquesta electricitat a una companyia que la generi amb energies renovables. Si l'organització compra només electricitat generada amb energies renovables, llavors elimina les seves emissions indirectes.
Les emissions directes inclouen totes les resultants de la fabricació, els vehicles de l'organització, els viatges que reemborsi, el bestiar (per exemple cada vaca allibera entre 113 i 189 litres de metà diaris) i qualsevol altra font que és directament controlada per l'organització. Les emissions indirectes inclouen totes les que resulten de l'ús o compra d'un producte. Per exemple, les emissions directes d'una aerolínia són totes les generades pel querosè que cremen els seus aparells, mentre que les emissions indirectes inclouen la fabricació i desballestament dels avions, tota l'electricitat utilitzada per operar l'oficina de l'aerolínia, i les emissions diàries dels empleats en els seus trajectes d'anada i tornada a la feina. En un altre exemple, una companyia elèctrica que operi centrals tèrmiques de carbó, fuel o gas natural té una emissió directa de GEH, mentre que l'oficina que compra el seu electricitat el considerarà una emissió indirecta.

## Simplificació d'estàndards i definicions
Els combustibles neutres són els que ni augmenten ni redueixen el diòxid de carboni en l'atmosfera a l'utilitzar-los. Abans que una agència pugui certificar a una organització o individu com a neutre en carboni, és important especificar si en el càlcul de la petjada de carboni s'inclouen les emissions indirectes. La majoria dels certificadors de neutralitat voluntària en carboni, com Standard Carbon als EUA, Requereixen que tant les fonts directes com les indirectes siguin reduïdes i compensades. Per exemple, si una organització vol ser certificada per aquesta empresa ha de compensar totes les emissions directes i indirectes dels seus viatges a raó d'1 lliura de CO2e per milla de passatger, i el 100 % de totes les emissions directes no elèctriques. Les compres d'electricitat generada amb emissions tenen també que compensar-se, o bé comprar electricitat generada només amb renovables. Aquest estàndard difereix lleugerament de l'elaborat pel World Resources Institute (Institut de Recursos Mundials), àmpliament utilitzat, i pot ser més fàcil de calcular i aplicar.
Molta de la confusió en els estàndards de neutralitat climàtica pot atribuir-se al nombre d'aquests que hi ha en l'actualitat. Per a les organitzacions que miren quines compensacions de carboni adquirir, és fonamental saber quins estàndards són robustos, creïbles i permanents. Entre els estàndards principals en el mercat voluntari poden citar-se l'Estàndard de carboni verificat, el Patró or (denominació comercial; no confondre amb el antic sistema monetari), el Registre de carboni nord-americà, la Reserva d'acció climàtica o el pla Viu. A més les companyies poden adquirir certificats de reducció d'emissions (coneguts per les sigles angleses CER) que resulten de la mitigació d'emissions aconseguida pels projectes amb propòsits voluntaris que aprova la CMNUCC.
El concepte de recursos compartits també redueix les emissions que una determinada organització ha de compensar, ja que totes les emissions aigües amunt i aigües avall de l'activitat d'aquesta organització són ja compensades per altres organitzacions o individus.
Pel que fa a la terminologia al Regne Unit i Irlanda, el desembre de 2011 l'oficina anglesa i gal·les de control de la publicitat (l'Advertising Standards Authority o ASA) va ordenar (de forma polèmica) que cap producte fabricat podia anunciar-se com a «zero en carboni», perquè inevitablement s'emet diòxid de carboni durant la seva fabricació. Aquesta decisió es va prendre en relació amb un panell solar, on les emissions generades durant la fabricació es compensaven als 1,2 anys de l'ús. Això significa que ninguna propaganda comercial pot pretendre «zero en carboni» a Anglaterra i Gal·les.

## Compromisos
Ser neutre en carboni cada vegada està més ben vist pel que fa a la responsabilitat social corporativa o estatal, i la llista d'Estats i empreses que estan anunciant dates per a les que pretenen esdevenir plenament neutres no para de créixer. Esdeveniments com la cimera de l'G8 i organitzacions com el Banc Mundial també fan servir el concepte de la compensació per assolir la neutralitat climàtica. Artistes com The Rolling Stones o Pink Floyd han fet àlbums o gires neutres en carboni.

### Companyies i organitzacions
La Xarxa de Neutralitat Climàtica original era una organització sense ànim de lucre, amb seu a Oregon, fundada per Sue Hall i constituïda com a persona jurídica en 1999, per persuadir les companyies que ser climàticament neutres els estalviava costos i les feia ambientalment sostenibles. Va desenvolupar tant la certificació de neutralitat climàtica com la marca Climate Cool (literalment: guai per al clima, en un joc de paraules, perquè cool es pot traduir, segons el context, com fresc o com guai) amb actors clau com la Agència de Protecció Ambiental (Estats Units), The Nature Conservancy, el Rocky Mountain Institute, Conservació Internacional, i l'Institut de Recursos Mundials. La Xarxa de Neutralitat Climàtica va aconseguir que els Jocs Olímpics de Salt Lake City 2002 compensessin les seves emissions. El març de 2011 la seu electrònica d'aquesta organització va anunciar que tancava les seves portes, tot i que planejava continuar amb la marca Climate Cool transferint-la a una nova organització sense ànim de lucre, desconeguda en aquest moment. La companyia amb ànim de lucre Xarxa Empresarial de Neutralitat Climàtica té a la mateixa Sue Hall com a directora executiva (CEO) i moltes de les organitzacions que participaven a la Xarxa de Neutralitat Climàtica original van passar a ser clients de consultoria.
L'esmentada organització sense ànim de lucre Xarxa de Neutralitat Climàtica no s'ha de confondre amb la Xarxa de Neutralitat Climàtica del Programa de les Nacions Unides pel Medi Ambient, que també va desaparèixer per ser substituïda per altres iniciatives.
De fet poques empreses han aconseguit un certificat de neutralitat climàtica, sotmetent-se a un procés de revisió rigorós i establint que han aconseguit un impacte net zero, o fins i tot positiu, en el clima mundial. La corporació Shaklee es va convertir a l'abril del 2000 en la primera companyia certificada com climàticament neutre. Aquesta corporació empra diverses inversions i activitats de compensació, com ara plantar arbres, energia solar, captura de metà en mines abandonades i els seus processos de fabricació. La Xarxa Empresarial de Neutralitat Climàtica declara que va certificar la gira de concerts de la banda Dave Matthews com climàticament neutre. El diari The Christian Science Monitor va criticar l'ús de NativeEnergy, una companyia amb ànim de lucre que ven compensacions de carboni a empreses i celebritats com Dave Matthews.
Una altra empresa, Salt Spring Coffe, ha arribat a la neutralitat climàtica reduint les seves emissions a través de disminuir l'ús de camions a llarga distància, utilitzar biodièsel en els seus vehicles de lliurament (com s'ha dit en el present article, és controvertit que utilitzar biocarburants sigui climàticament neutre), canviar els seus equips energètics per altres de major eficiència i adquirir compensacions de carboni. L'empresa proclama vendre al Canadà el primer cafè climàticament neutre. Va ser reconeguda per la Fundació David Suzuki en el seu informe de 2010 Fer negocis en un clima nou.
Alguns exemples empresarials d'autoproclamada neutralitat climàtica són Dell, Google, HSBC, Grup ING, PepsiCo, Sky, Tesco, Toronto-Dominion Bank, Asos i Banc de Mont-real.
Sota la direcció del secretari general de l'ONU Ban Ki-moon, les Nacions Unides van prometre el desembre 2007 caminar cap a la neutralitat climàtica. El Programa de les Nacions Unides per a l'Ambient (PNUMA) va anunciar que es convertiria en climàticament neutre en 2008 i va establir una xarxa de neutralitat climàtica per promoure la idea el febrer de 2008.
Els Jocs Olímpics de Vancouver 2010 van ser els primers jocs neutres en carboni de la història.

### Edificis
D'acord amb l'ONU, el 2007 la producció d'energia era responsable de l'25,9 % de les emissions de gasos amb efecte d'hivernacle antropogènics; la indústria, de l'19,4 %; la silvicultura, de l'17,4 %; l'agricultura, de l'13,5 %; i els edificis, de l'7,9 %. El Compromís 2030 de l'Institut Nord-americà d'Arquitectes és un programa voluntari per als seus membres, i altres participants en el sector de la construcció, en què els demana que, pel 2030 dissenyin tots els seus edificis de forma climàticament neutra.
El 2010 l'estudi d'arquitectura HOK va treballar amb el grup Weidt, assessor energètic i d'il·luminació natural, per dissenyar un prototip d'edifici d'oficines de etiqueta energètica A i 170.735 peus quadrats (15.861,8 m²), amb nul·les emissions de carboni netes, a San Luis (Missouri), EUA.

### Països i comunitats
- Bhutan[42] és més que neutre en carboni: té emissions negatives.[43] Emet cada any 1,5 milions de tones de CO₂ i n'absorbeix 6 milions gràcies a la seva abundant massa forestal.

Un país ha aconseguit la neutralitat en carboni:  Ciutat del Vaticà. S'hi va comprometre el 2007.
Altres unitats geogràfiques s'han compromès a aconseguir aquesta neutralitat, entre les quals poden citar-se:
- Província de Columbia Britànica  Canadà
- Costa Rica
- Islàndia
- Maldives
- Noruega
- Tuvalu
- Suècia
- Nova Zelanda

#### Canadà
El juny de 2011 la província de Colúmbia Britànica va anunciar que oficialment s'havia convertit en la primera jurisdicció estatal / provincial d'Amèrica del Nord a aconseguir la neutralitat de carboni en les operacions del sector públic: cada escola, hospital, universitat, empresa pública i organisme estatal va mesurar les seves emissions de gasos amb efecte d'hivernacle (GEH), ha informat d'elles i va adquirir compensacions de carboni per a totes les seves emissions de 2010, com requeria la legislació. Diversos governs locals de la Columbia Britànica (BC per les seves sigles en anglès) també estan començant a declarar-se climàticament neutres. La província pretén accelerar el desplegament de vehicles propulsats per gas natural. Sota la iniciativa LiveSmart BC, els consumidors que comprin un forn o un escalfador d'aigua de gas natural són reemborsats, promovent així el cremat de combustibles fòssils. La província declara que una part important de la nova producció gasista provindrà de la conca del riu Horn, on aproximadament s'alliberaran a l'atmosfera 500 milions de tones de CO2.

#### Costa Rica
Costa Rica pretén ser completament neutre en carboni per 2021. El 2004, el 46,7 % de l'energia primària de Costa Rica provenia de fonts renovables, mentre que el 2006 el 94 % de la seva electricitat va ser generada per energia hidroelèctrica, parcs eòlics i energia geotèrmica. Un impost del 3,5 % sobre la gasolina s'utilitza per a pagaments compensatoris als propietaris de terres amb la finalitat que conreïn arbres i protegeixin els boscos. El Govern està elaborant plans addicionals per reduir les emissions del transport, l'agricultura i la indústria.

#### Espanya
A Espanya, el 2014, l'illa de El Hierro, de l'arxipèlag canari, es va convertir en climàticament neutre (per a la seva producció d'energia). A Montecorvo, província de la Rioja, es va projectar una ecociutat neutre en carboni, però el 2018 segueix sense completar-se per dubtes jurídics.

#### Escòcia
Les illes Orcades posseeixen recursos significatius d'energia eòlica i marina, i la energia renovable recentment ha començat a predominar. Tot i que aquestes petites illes estan connectades elèctricament a Gran Bretanya, generen amb renovables més del 100 % de l'energia que consumeixen. Això ve principalment dels aerogeneradors propers.

#### Suècia
Suècia pretén convertir-se en climàticament neutre el 2045. La idea és que les emissions de GEH haurien de ser zero. L'objectiu global és que l'augment de la temperatura mitjana mundial es limiti a 2 °C, i que la concentració de GEH a l'atmosfera s'estabilitzi en un màxim de 400 ppm.

#### Corea de Sud
L'illa de Jeju pretén ser neutre en carboni el 2030.

#### Ciutat de Vaticà
El juliol de 2007 la Ciutat de Vaticà va anunciar un pla per esdevenir el primer país neutre en carboni del món, seguint la política del papa per eliminar l'escalfament mundial. L'objectiu seria aconseguit a través de la donació del Bosc del clima Vaticà a Hongria. El bosc té la superfície que cal per compensar les emissions anuals de la Santa Seu. No obstant això des de 2008 no s'hi ha plantat cap arbre. La companyia KlimaFa ja no existeix i no ha complert les seves promeses. El novembre de 2008, la ciutat estat també va instal·lar i posar en marxa 2.400 panells solars al sostre de la sala d'audiències del Centre Pau VI. Segons una notícia del 2016 el Vaticà seria un dels dos únics països que han aconseguit la neutralitat de carboni (l'altre és Bhutan).

## Iniciatives de neutralitat en carboni
Moltes iniciatives busquen ajudar els individus, empreses i països a reduir la seva petjada de carboni o aconseguir la plena neutralitat climàtica. Entre elles poden citar-se projectes de neutralització com la iniciativa europea Lloc web neutre, així com la campanya Tenint cura del clima, de la Xarxa de Neutralitat Climàtica.

## Certificació
Encara que actualment no hi ha cap certificat internacional de neutralitat climàtica, alguns països han establert sistemes nacionals de certificació. Com a exemples poden citar-se el programa noruec d'ecofaros i l'estàndard australià de compensacions de carboni (NCOs per les sigles en anglès).
Altres certificacions també estan disponibles a la borsa de Bratislava (Eslovàquia o l'Institut Britànic d'Estàndards (PAS 2060).
La marca registrada Climate Neutral Certification va ser originalment concedida a l'organització sense ànim de lucre Xarxa de Neutralitat Climàtica esmentada més amunt. Les primeres tres companyies certificades com climàticament neutres van ser Shaklee, Interface i Saunders Hotels. La seu electrònica de l'organització sense ànim de lucre indica que ja no accepta sol·licituds de certificació.